# Apocalyptiek

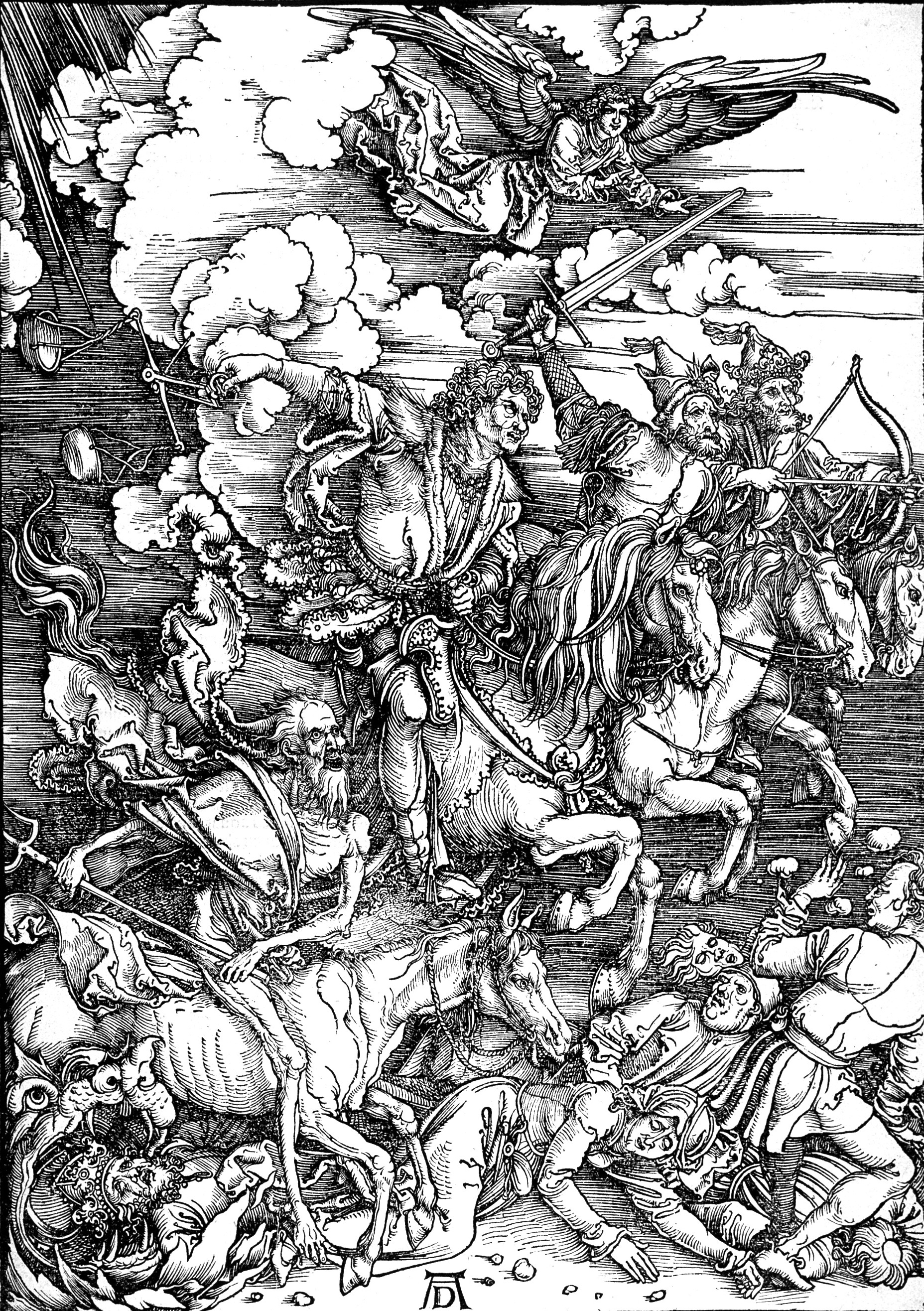
Albrecht Dürer, de vier ruiters van de Apocalyps

Apocalyptiek is de overtuiging dat het einde van de wereld, de apocalyps, aanstaande is, zonder wetenschappelijke onderbouwing. Als onderdeel van de eschatologie van een religie hangt het vaak samen met concepten als de eindtijd, de wederkomst van Jezus, de dag des oordeels en vergelijkbare concepten. In het geval van apocalyptiek gaat het om minder gematigde interpretaties hiervan, waarbij sprake is van wereldwijde, chaotische en tumultueuze omwentelingen, waarbij het einde van de huidige beschaving als geheel aanstaande is. Apocalyptiek komt uit het Oudgrieks: ἀποκάλυψις, apokálypsis, onthulling.

## Begrip
Er is geen onomstreden wetenschappelijke definitie van apocalyptiek. Het begrip 'apocalyptiek' werd in de zin van eindtijdprofetie voor het eerst gebruikt in 1832 door Friedrich Lücke, een evangelisch theoloog, en duidde interpretaties aan van de apocalyptische literatuur van zowel het jodendom als het christendom. De term 'apocalyptisch' wordt gebruikt vanaf de 2e eeuw, waarschijnlijk afgeleid van het openingswoord van de Openbaring van Johannes: Αποκάλυψις, Apokalupsis, "openbaring".
Hoewel apocalyptiek meestal in verband wordt gebracht met deze apocalyptische literatuur, zoals de Bijbelboeken Daniël en Openbaring, zijn dat niet de oudste bronnen voor deze ideeën. Onderzoek heeft verwantschap of parallellen aangetoond met het Perzische dualisme, wijsheidstradities en profetieën van de Israëlieten en omliggende volken en hellenistisch en Graeco-Romeins denken. De ideeën die worden geassocieerd met apocalyptiek zijn dus niet beperkt tot het jodendom en christendom, maar worden in diverse andere tradities aangetroffen. Een voorbeeld van een volstrekt niet verwante apocalyptiek is de cargocult in Melanesië. Om deze reden wordt apocalyptiek soms ook als een sociologisch begrip beschouwd in plaats van een religieus of godsdienstwetenschappelijk begrip.

## Kenmerken
Zoals zojuist beschreven wordt het begrip meestal gebruikt in de context van het jodendom en christendom. Naast een specifiek, periodiserend historische opvatting, zoals dispensationalisme, zijn visioenen in rijk geïllustreerde taal kenmerkend. Het meest kenmerkend is echter dat in apocalyptische opvattingen het einde van de wereld op de achtergrond steeds een rol speelt. De verwachting is dat God ieder moment in de geschiedenis kan ingrijpen, de mensheid zal oordelen, de getrouwen zal redden en meestal dat uitverkorenen zullen heersen in Gods nieuwe hemel en aarde.
Apocalyptische interpretaties kennen in de regel een negatief wereldbeeld. De dreiging die in concrete situaties wordt ervaren, is terug te voeren op principes die in de wereld werken zonder dat de apocalypticus denkt ze te kunnen beïnvloeden. Uit dit gemeenschappelijke wereldbeeld kunnen echter de meest uiteenlopende consequenties worden getrokken, die kunnen leiden van escapisme tot activistische wereldverandering, van pacifisme tot terrorisme.

### Cognitieve dissonantie
Omdat apocalyptiek de verwachting voor de nabije toekomst inhoudt, omvat de interpretatie vaak concrete verwachtingen of voorspellingen. Als deze niet uitkomen, volgt vaak herinterpretatie of treedt cognitieve dissonantie op. Dit laatste is voor het eerst uitgebreid beschreven door Leon Festinger in zijn werk When Prophecy Fails (1956). Hierin beschreef hij zijn onderzoek van 'The Seekers', een geloofsgemeenschap in de Verenigde Staten in het midden van de 20e eeuw. Zij geloofden dat zij van een wereldwijde catastrofe op 21 december 1954 zouden worden gered door een UFO. Festinger beschreef de (coping)processen die optraden toen de UFO niet kwam. Veel leden verloren niet hun geloof in de komst van de UFO, maar gingen juist nog sterker geloven in nieuwe datums waarop deze alsnog zou komen.

## Verhouding tot de samenleving
Zoals de apocalypticus de bestaande samenleving als bedreigend ervaart, zo kan ook de samenleving zich bedreigd voelen door de apocalyptiek. Apocalyptici handelen ogenschijnlijk irrationeel, maar bewust, systematisch en permanent tegen sociale prikkels in. Ze begrijpen intuïtief het radicaal en provocerend betwijfelen van de huidige samenleving.  Hierdoor kan noch het gedrag van de apocalyptiek, noch het optreden van de apocalyptiek in het algemeen plausibel worden verklaard, laat staan voorspeld. Het is daarom moeilijk voor een samenleving om te reageren op de zorgen van de apocalyptici.
In feite blijft alleen het 'laatste gevecht' over: het bestaan van de huidige samenleving en de apocalyps sluiten elkaar uit. Afhankelijk van de interpretatie putten de apocalyptici zich uit om de samenleving te bekeren, zij trekken zich terug of keren zich tegen de samenleving - in woord (veroordelen) of in sommige gevallen met geweld (zoals bepaalde vormen van extreemrechts terrorisme). Soms kunnen zulke groepen langere tijd overleven voordat ze verdwijnen.